# Нагацукі (1927)
«Нагацукі» (Nagatsuki, яп. 長月) — ескадрений міноносець Імперського флоту Японії, який взяв участь у Другій світовій війні.
Корабель, який став восьмим (за часом закладання) серед есмінців типу «Муцукі», спорудили у 1927 році на верфі Ishikawajima в Токіо.
На момент вступу Японії до Другої світової війни «Нагацукі» належав до 22-ї дивізії ескадрених міноносців, яка 29 листопада 1941-го прибула з Японії до Мако (важлива база ВМФ на Пескадорських островах у південній частині Тайванської протоки). 7 грудня «Нагацукі» разом зі ще 5 есмінцями та легким крейсером вийшли для супроводу конвою з десантом до Апаррі на північному узбережжі острова Лусон (перед доставкою головних сил до затоки Лінгайєн японці висадили на Філіппінах цілий ряд допоміжних десантів). Висадка на не зайняте ворожими силами узбережжя успішно відбулась вранці 10 грудня.
З 18 грудня 1941-го «Нагацукі» у складі того ж загону супроводжував сили вторгнення до Лінгайєн, а саме 1-й транспортний загін, що включав 27 транспортів та рухався із Такао (наразі Гаосюн на Тайвані). Висадка відбулася в ніч проти 22 грудня, а під час денних атак ворожої авіації «Нагацукі» отримав незначні пошкодження від обстрілу, загинув один член екіпажу.
З 31 грудня 1941-го «Нагацукі» разом з іншими численними есмінцями ескортував Третій малайський конвой, який мав доправити чергову партію японських військ з Формози на півострів Малакка (вторгнення сюди почалось ще 8 грудня, у день нападу на Перл-Гарбор — тільки по інший бік лінії зміни дат). 8 січня 1942-го основна частина транспортів прибула до Сінгори (наразі Сонгкхла) в одній з найпівденніших провінцій Сіаму поблизу кордону з британською Малаєю.
На початку лютого 1942-го розпочався рух конвоїв у межах підготовки десанту на головний острів Нідерландської Ост-Індії — Яву. 1—6 лютого «Нагацукі» та ще один есмінець супроводили з Такао (наразі Гаосюн до Тайвані) до Камрані третю групу транспортів із 18 суден. 18 лютого з Камрані вийшли 56 транспортів, при цьому первісно їх безпосередній ескорт складався з легкого крейсера та 10 есмінців (в тому числі «Нагацукі»), а 21 лютого в районі островів Анамбас до них приєднались ще один легкий крейсер та 5 есмінців. На підході до Яви конвой розділився на три основні загони, які рушили до визначених їм пунктів висадки. «Нагацукі» разом з 5 іншими есмінцями прикривали операцію у Мерак (східне узбережжя Зондської протоки на сотню кілометрів на захід від Батавії). Висадка відбулася в ніч проти 1 березня та пройшла на цій ділянці без ускладнень (а от основний загон, що прикривав у розташованій дещо на схід затоці Бантам, був атакований ворожими крейсерами, які намагались вирватись у Індійський океан після поразки в битві у Яванському морі — зіткнення, відоме як бій у Зондській протоці).
Наприкінці березня 1942-го корабель задіяли у операції з оволодіння островом Різдва (три з половиною сотні кілометрів на південь від західної частини Яви). 29 березня із затоки Бантам вийшов загін, в якому. окрім «Нагацукі», були ще 6 есмінців та 3 легкі крейсери. Висадка відбулась 31 березня і практично не зустріла спротиву. Наступної доби підводний човен важко пошкодив один крейсер, проте «Нагацукі» не залучали до операції з його буксирування на базу.
До початку осені 1942-го «Нагацукі» залишався у Південно-Східній Азії та займався ескортною службою. 19 вересня есмінець прибув до Сасебо (обернене до Східнокитайського моря узбережжя Кюсю) і до 28 жовтня проходив там ремонт. 1 листопада 1942-го «Нагацукі» вийшов з японського порту Моджі та попрямував назад до Південно-Східної Азії, де відновив свою ескортну службу. Зокрема, «Нагацукі» ескортував з Мако (військово-морська база на Пескадорських островах у південній частині Тайванської протоки) до району на схід від Палау (західні Каролінські острови) конвой №35, який наприкінці грудня 1942 — на початку січня 1943 пройшов з Китаю з військами для битви за Гуадалканал.
Станом на середину січня 1943-го «Нагацукі» перебував у Японії, а 21—29 січня 1943-го разом зі ще 2 есмінцями ескортував переобладнаний гідроавіаносець «Камікава-Мару» з Сасебо до Рабаула (головна передова бази в архіпелазі Бісмарка, з якої здійснювались операції на Соломонових островах та сході Нової Гвінеї), а потім на якірну стоянку Шортленд (прикрита групою невеликих островів Шортленд акваторія біля південного завершення острова Бугенвіль, де зазвичай відстоювались легкі бойові кораблі та перевалювались вантажі для подальшої відправки далі на схід Соломонових островів).
На момент прибуття корабля до Меланезії тут добігала завершення шестимісячна битва за Гуадалканал і «Нагацукі» задіяли у евакуації японських сил з цього острова. 1, 4 та 7 лютого 1943-го «Фуміцукі» у складі великого загону есмінців (всього задіяли 20 кораблів цього класу) здійснив рейси з Шортленду для евакуації японських військ з Гуадалканалу, у всіх двох випадках він належав до групи прикриття. Під час виходу 4 лютого «Нагацукі» привів на буксирі до Шортленду пошкоджений есмінець «Майкадзе» (буде відремонтований і продовжить бойову діяльність до загибелі на початку 1944-го в районі Трука), а у рейсі розпочатому 7 лютого допомагав пошкодженому есмінцю «Ісокадзе».
11—17 лютого 1943-го «Нагацукі» ескортував конвої по маршруту від Шортленду через Рабаул до Палау (західна частина Каролінського архіпелагу). У цей час японське командування проводило операцію «Хей Го», метою якої була доставка нових військових контингентів для посилення гарнізонів на північному узбережжі Нової Гвінеї. 21—24 лютого 1943-го «Нагацукі» разом із двома іншими есмінцями супроводив третій ешелон конвою «Хей № 3 Го» з Палау до Веваку (тут знаходилась головна японська база на Новій Гвінеї), а потім відділився та рушив звідси на атол Трук в центральній частині Каролінських островів (ще до війни тут створили потужну базу японського ВМФ, з якої до лютого 1944-го провадили операції у цілому ряді архіпелагів), куди прибув 28 лютого.
3—5 березня 1943-го «Нагацукі» та ще один есмінець ескортували транспорт «Могамігава-Мару» з Труку до Рабаула, після чого «Нагацукі» залучили до виконання транспортних рейсів. 8 та 13 березня він виходив для перевезення підкріплень на Коломбангару в центральній частині Соломонових островів (унаслідок несприятливого розвитку битви за Гуадалканал японці ще з листопада 1942-го узялись за облаштування баз у розташованому тут архіпелазі Нью-Джорджія), при цьому в першому рейсі разом з ним прямували ще чотири есмінці, а у другому ще два. Далі настала невелика перерва у логістичній службі і 19—23 березня «Нагацукі» та ще один есмінець супроводили конвой з Рабаула до Шортленду та назад.
29—30 березня 1943-го «Нагацукі» разом із трьома іншими есмінцями спробував здійснити транспортний рейс із Кавієнга (друга за значенням японська база у архіпелазі Бісмарка на північному завершенні острова Нова Ірландія) до новогвінейського Фіншхафену (на східному завершенні півострова Хуон), проте цей похід у підсумку перервали через атаку ворожої авіації (можливо відзначити, що небезпеку походів у цей регіон за кілька тижнів до того довів розгром японського конвою в битві у морі Бісмарка). 8 та 10 квітня «Нагацукі» здійснив два рейси в одному загоні із есмінцями «Сацукі» та «Мінадзукі» — в першому випадку вони пройшли до півострова Сурумі на центральній частині південного узбережжя Нової Британії (тут японці мали резервний аеродром у Гасматі, призначений для забезпечення аварійних посадок літаків, які здійснювали операції на новій Гвінеї), а наступного разу ходили до Тулуву на мисі Глочестер, що утворює західне завершення острова Нова Британія — тобто на протилежному березі протоки від нещодавно згаданого Фіншхафену. У травні «Нагацукі» здійснив аж чотири виходи до Сурумі — 4, 7, 11 та 23 числа, при цьому в перших разом з ним прямували есмінці «Сацукі» і «Мінадзукі» та легкий крейсер «Юбарі», у третьому лише «Сацукі» і «Мінадзукі», а в четвертому один «Мінадзукі».
З кінця травня 1943-го відновились рейси до Коломбангари. 28 травня корабель вийшов у море разом з «Сацукі» та «Мінадзукі», проте похід довелось перервати, коли «Нагацукі» та «Сацукі» наскочили на риф на південний схід від Бугенвілю. Хоча есмінці не зазнали особливих пошкоджень, проте «Сацукі» довелось рушити назад, а два інші наступної доби знову спробували пройти до Коломбангари, проте повернулись до Бугенвілю через дії ворожої авіації. Нарешті, 31 травня — 1 червня «Нагацукі» та «Мінадзукі» змогли здійснити рейс до Коломбангари та висадити війська. 2 червня цей же загін ще раз відвідав Коломбангару.
6 та 8 червня 1943-го «Нагацукі» виходив з Рабаула у західному напрямку для доставки підкріплень до Тулуву — перший раз з есмінцем «Мотідзукі», а другий разом із «Сацукі».
28—29 червня 1943-го «Нагацукі» та ще два есмінці спробували пройти з Рабаула через Шортленд до Коломбангари, проте місію скасували через підсилену активність ворожої авіації у регіоні. А вже 30 червня союзники розпочали операцію по оволодінню архіпелагом Нью-Джорджія. Японське командування почало реалізовувати контрзаходи і тієї ж доби «Нагацукі» та ще 4 есмінці вирушили для обстрілу острова Рендова (біля південного узбережжя Нью-Джорджії), проте операцію довелось скасувати через погодні умови. 2 липня «Нагацукі» вийшов з Шортленду із цією ж метою, причому в загоні були ще 7 есмінців та легкий крейсер. Бомбардування відбулося в ніч проти 3 липня та було не вельми результативним.
4—5 липня 1943-го «Нагацукі» разом із трьома іншими есмінцями знову вирушив до Коломбангари. На переході японські есмінці виявили ворожі кораблі та відійшли, проте перед тим дали в їхній бік торпедний залп, який призвів до потоплення американського есмінця «Стронг» (вважається, що дистанція цього залпу — 20 км — стала найбільшою в історії успішних торпедних атак).
5—6 липня 1943-го відбувся черговий рейс до Коломбангари, причому «Нагацукі» діяв у складі загону із 10 есмінців та належав до транспортної групи. Похід призвів до нічного бою в затоці Кула, під час якого «Нагацукі» спершу отримав влучання 155-мм снарядом, а потім при спробі висадити війська наскочив на мілину біля гавані Бамбарі (східне узбережжя Коломбангари). «Сацукі» намагався стягнути «Нагацукі» на глибоку воду, проте не зміг. З настанням світового дня «Нагацукі» був добитий ворожими літаками, загинуло 8 членів екіпажу. Інші моряки та бійці, яких перевозив есмінець, дістались берега.